# II Korpus Polski w Rosji
II Korpus Polski (II KP) – korpus Armii Imperium Rosyjskiego sformowany z Polaków – żołnierzy Frontu Rumuńskiego i  Frontu Południowo-Zachodniego oraz żołnierzy II Brygady Legionów Polskich. II Korpus Polski był jedyną niezależną polską formacją zbrojną podczas I wojny światowej (nie podlegał dowództwu żadnej obcej armii).

## Formowanie korpusu
Powstał 21 grudnia 1917 roku w m. Soroki (Besarabia). O utworzeniu II Korpusu zadecydował Naczpol w drugiej połowie 1917 roku. W Kiszyniowie 2 grudnia 1917 roku został utworzony Komitet Wykonawczy Związku Wojskowych Polaków Frontu Rumuńskiego. Formowanie Korpusu rozpoczęło proces tworzenia polskiej siły zbrojnej na Ukrainie.
Korpus był formowany z Polaków – żołnierzy rosyjskich frontów: Rumuńskiego i Południowo-Zachodniego (tereny wschodniego Wołynia i Podola) oraz z Polaków w Besarabii. Przy poparciu życzliwego dla Polaków dowódcy Frontu Rumuńskiego generała piechoty Dymitra Szczerbaczewa, w Suczawie została utworzona dywizja piechoty, której przekazano sprzęt i broń po XXIX Korpusie Rosyjskim.

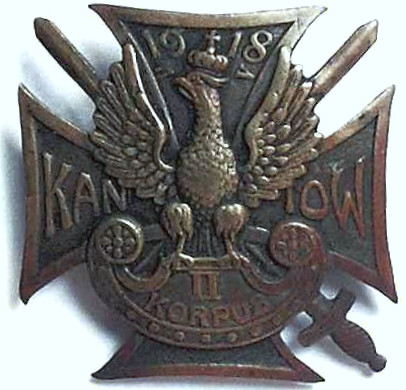
Odznaka pamiątkowa Związku Kaniowczyków, wykonana z mosiądzu

## Skład organizacyjny
- Dowództwo II Korpusu Polskiego
- 4 Dywizja Strzelców
- 5 Dywizja Strzelców
- 5 pułk ułanów
- 6 pułk ułanów
- 4 Brygada Artylerii
- 2 pułk inżynieryjny
- korpuśna kolumna sanitarna – urzędnik wojskowy Jerzy Gattaws
- pododdziały pomocnicze.

W skład korpusu weszli też żołnierze II Brygady Legionów Polskich pod dowództwem płk. Józefa Hallera (część sił Polskiego Korpusu Posiłkowego), którzy w dniu 15 lutego 1918 przeszli przez front rosyjsko-austriacki pod Rarańczą i połączyli się z Korpusem pod Sorokami. Sama brygada została rozwiązana.
Korpus liczył 8 marca 1918 ponad 7.000 żołnierzy, z tego ok. 1.500 żołnierzy II Brygady Legionów.

## Obsada personalna Dowództwa II Korpusu Polskiego
Gwiazdka przy nazwisku oznacza, że oficer został odznaczony Krzyżem Walecznych „za męstwo i odwagę, wykazane w bitwie Kaniowskiej w składzie byłego II Korpusu Wschodniego w dniu 11 maja 1918 roku”
- dowódca korpusu
  - gen. Sylwester Stankiewicz (do 25 III 1918)
  - gen. Władysław Glass (25 – 28 III 1918)
  - brygadier / gen. ppor. Józef Haller ps. „Mazowiecki” (od 28 III 1918)
- szef sztabu
  - ppłk Stanisław Sołłohub-Dowoyno
  - płk Michał Żymierski (od 28 III 1918)
- szef Oddziału Operacyjnego – mjr Władysław Gniady-Trzecieski † 15 V 1918
- szef Oddziału Wywiadowczego – mjr Trojanowski
- szef Kancelarii – kpt. Tadeusz Malinowski ps. „Linowski”
- sztabowy oficer do zleceń – płk Eugeniusz Pogorzelski *
- sztabowy oficer do zleceń – płk Edmund Krzyżanowski *
- starszy oficer weterynarii – płk Stefan Podlewski *
- korpuśny referent weterynarii – płk Władysław Sulewski *
- sędzia śledczy – płk Alfons Babich *
- szef sanitarny płk lek. dr Stefan Rajmund Wojciech Miłodrowski *
- Straż Polowa – rtm. Bolesław Greffner *

## Działania korpusu
Wszystkie polskie jednostki na Ukrainie podlegały początkowo utworzonemu przez Naczelny Polski Komitet Wojskowy Naczelnemu Inspektorowi Polskiej Siły Zbrojnej gen. Eugeniuszowi de Henning Michaelisowi, a od kwietnia 1918 Naczelnemu Dowództwu Wojsk Polskich na Ukrainie z gen. A. Osińskim na czele. W okresie od 7 marca do połowy kwietnia 1918, w celu nieczynienia trudności w poczynaniach Rady Regencyjnej, płk. Józef Haller podjął decyzję o zatrzymaniu II Korpusu w okolicach Kaniowa.
W końcu kwietnia okupacyjne władze niemieckie na Ukrainie przekazały dowództwu Korpusu żądanie samorozwiązania sił. Rada Naczelna II Korpusu postanowiła rozlokować swoje wojska za Dnieprem, na terenach nie kontrolowanych przez wojska Państw Centralnych. Sprzeciwili się temu wyżsi oficerowie. Generałowie Stankiewicz i Glass zostali usunięci z zajmowanych stanowisk i z grupą ok. 400 żołnierzy, pozostających przy gen. Glassie, przeszli w rejon Winnicy.
Nowym dowódca Korpusu został płk Józef Haller, który z Korpusem wymaszerował w kierunku Dniepru. Po drodze na Ukrainę naddnieprzańską musiał toczyć zaciekłe walki ze zrewoltowanym chłopstwem ukraińskim. W nocy 10 na 11 maja 1918 pod Kaniowem II Korpus został otoczony przez wojska niemieckie i po całodziennej walce skapitulował. Niemcy stracili w bitwie ok. 1000 żołnierzy. Bitwa pod Kaniowem nie miała większego znaczenia militarnego. Stanowiła jednak niewielki, ale samodzielny wkład żołnierza polskiego w dzieło zwycięstwa nad Państwami Centralnymi.

## Rozwiązanie korpusu
Data 11 maja 1918 przyjęta jest za datę kończącą istnienie II Korpusu Polskiego. Większość żołnierzy korpusu została wzięta do niewoli niemieckiej. Dowódca Korpusu gen. J. Haller zdołał przedostać się do Moskwy, a następnie przez Murmańsk do Francji, gdzie stanął na czele sformowanej Błękitnej Armii.